# یواس‌اس کاستین (پی‌جی-۶)
یواس‌اس کاستین (پی‌جی-۶) (به انگلیسی: USS Castine (PG-6)) یک کشتی بود که طول آن ۲۰۴ فوت (۶۲ متر) بود. این کشتی در سال ۱۸۹۲ ساخته شد.